# Gabriele Lorenzoni
Gabriele Lorenzoni (Rieti, 10 settembre 1987) è un ex politico italiano.
È stato membro della V Commissione Bilancio durante i governi Conte I e Conte II, e della VI Commissione Finanze durante il Governo Draghi.
Dal 22 gennaio 2020 al 10 dicembre 2021 ha ricoperto il ruolo di facilitatore regionale per le relazioni interne con gli eletti del Movimento 5 Stelle del Lazio.
Per le elezioni politiche del 2022 decide di non ricandidarsi.

## Biografia
Gabriele Lorenzoni nasce il 10 settembre 1987 a Rieti. Diplomato al Liceo Scientifico "Carlo Jucci" di Rieti con il massimo dei voti, si laurea in Ingegneria gestionale all'Università degli Studi dell'Aquila, con un anno di studi all'estero presso l'Università di Siviglia; dal 2013 lavora come specialista di sistemi informativi aziendali a Milano presso una società di consulenza multinazionale.

## Attività politica
Contribuisce alle Elezioni regionali nel Lazio del 2013 come delegato di lista del Movimento 5 Stelle depositando le firme della lista della circoscrizione provinciale di Rieti.
Alle elezioni politiche del 2018, secondo in lista dopo Marta Grande, viene eletto deputato della XVIII legislatura della Repubblica Italiana in quota proporzionale nel Collegio plurinominale Lazio 2 - 01 per il Movimento 5 Stelle.
In un'intervista ad Affari italiani, dichiara di essere vicino alle idee dell'economia post-keynesiana.

### Ricostruzione post-sisma
Nella prima parte del mandato si dedica alle misure per lo sviluppo economico nelle aree colpite dal sisma del 2016. Il 17 ottobre 2018 viene approvato un emendamento al DL 109/2018 (c.d. "Decreto Genova") a sua prima firma riguardante l'anticipo del 50% del compenso relativo all'attività di progettazione degli studi tecnici operanti nel settore della ricostruzione post-sisma del Centro Italia. La misura diventa esecutiva con l'Ordinanza Commissariale 94 del 20 Marzo 2020.
Il Governo recepisce anche gli emendamenti da lui proposti riguardanti l'estensione del pacchetto di misure agevolative "Resto al Sud" (destinata inizialmente ai comuni del Mezzogiorno) ai comuni del cratere sismico del Centro Italia di Umbria, Lazio e Marche, così come di "Smart&Start".

### Idrogeno ed infrastrutture ferroviarie
Nei mesi in cui si concepisce lo strumento del Recovery Fund, si interessa alle tecnologie relative alla filiera dell'idrogeno verde, auspicando che l'Italia si doti di una strategia nazionale e proponendo, con un articolo a prima firma sul "Blog delle Stelle", che lo sviluppo di questa filiera, in combinato disposto con quello della mobilità ferroviaria a idrogeno, possa fare da volano economico soprattutto per le aree più svantaggiate del Paese. Molti spunti di questo articolo troveranno forma in un capitolo dedicato all'idrogeno verde nel PNRR e nell'inserimento della tratta ferroviaria Terni-Rieti-L'Aquila-Sulmona nella lista delle tratte potenzialmente idonee alla conversione per la trazione a idrogeno. Un primo finanziamento per l'impiantistica a idrogeno nella tratta in questione viene quindi previsto nel 2021 nel piano complementare al PNRR dedicato alle zone sismiche del Centro Italia, ma nel 2024 il Governo Meloni decide di interrompere il progetto a causa di "inattuabilità tecnica" e "copertura finanziaria insufficiente".
Con un ordine del giorno a sua prima firma, impegna il Governo a valutare l'opportunità di investire risorse anche per il completamento della tratta ferroviaria Passo Corese-Rieti-Ascoli Piceno ancora da realizzare, con i primi fondi che vengono stanziati in tal senso con l'approvazione di un emendamento in Commissione Bilancio.
Insieme al Presidente della Commissione Lavori Pubblici del Senato Mauro Coltorti promuove un emendamento, inserito nel DL Semplificazioni, che prevede che la produzione di idrogeno da rinnovabili sia tra i programmi di investimento agevolati nelle aree di crisi industriale.

### Infrastrutture stradali
Il 30 aprile 2018 organizza un'ispezione con ANAS in merito alla prolungata chiusura della Galleria Valnerina tra Rieti e Terni, che reca gravi disagi ai pendolari tra le due città: il video-reportage è ripreso dal Fatto Quotidiano e dal TGR Lazio. In seguito denuncia i ritardi della riapertura nonostante le promesse di Anas. Il Ministro delle Infrastrutture e dei Trasporti Toninelli interviene dopo 3 giorni ottenendo da ANAS un'accelerazione della riapertura nelle more dei lavori di ripristino, che avviene il mese dopo come richiesto.
Il 20 dicembre 2018 partecipa ad un summit alla Prefettura di Viterbo sulla realizzazione dell'ultimo lotto dell'asse viario Orte-Civitavecchia. La sua posizione sembra essere più vicina a quella delle associazioni ambientaliste che hanno sostenuto il ricorso contro la decisione del Consiglio dei Ministri, quando sostiene che "va ricordato il parere negativo più volte espresso dal Ministero dell’Ambiente sul via libera del tracciato verde". Il progetto del tracciato verde viene poi effettivamente bocciato dal TAR del Lazio nell'ottobre del 2021.
Il 16 ottobre 2019 partecipa ad un'ispezione del Vice-Ministro alle Infrastrutture Giancarlo Cancelleri sul cantiere bloccato della Strada statale 79 Ternana tra Terni e Rieti. La settimana successiva il Vice-Ministro, in visita di nuovo al cantiere con il capo politico del Movimento 5 Stelle Luigi Di Maio, annuncia l'affidamento del lotto abbandonato alla ditta che sta completando i lavori nel lotto adiacente, tramite l'applicazione di un dispositivo di legge vigente ai tempi dell'assegnazione dell'appalto, anticipando così l'avvio dei lavori. L'opera verrà inaugurata dallo stesso Di Maio il 22 Dicembre 2020.
Con la risposta ad un'interpellanza urgente a sua prima firma al Ministero delle Infrastrutture, rende nota all'opinione pubblica l'ufficializzazione dello stanziamento di 150 milioni per la messa in sicurezza della Salaria e il progetto preliminare per la realizzazione di un tratto di 8 chilometri a 4 corsie tra Ornaro e Osteria Nuova. Insieme al deputato PD Fabio Melilli annuncia l'emendamento al "Decreto Rilancio" per lo stanziamento dei fondi per la progettazione della 4 corsie nella restante parte tra Osteria Nuova e Passo Corese, l'inserimento della Salaria tra le 59 opere strategiche del Paese per le quali è nominato un Commissario con l'estensione della 4 corsie fino alle Gallerie di San Giovanni Reatino, e l'avvio dei lavori a partire dall'attesa rotatoria di Passo Corese e dai nuovi svincoli di Rieti.

### Altre attività
Insieme alla deputata Federica Daga si oppone alla decisione del Consiglio dei Ministri per l'autorizzazione all'impianto geotermico di Castel Giorgio, ritenendola inevitabile dal punto di vista amministrativo, ma discutibile per il conflitto di interesse della Commissione Via, e criticando la posizione ambigua tenuta in Conferenza dei Servizi dalle Regioni Lazio e Umbria.
Contrariamente alle indicazioni del M5S, si oppone all'introduzione del c.d. "Green Pass" in tutte le sue forme, in occasione della conversione del decreto che istituiva il “Green Pass” per gli insegnanti ed il personale scolastico; a ottobre 2021, in dissenso in occasione del decreto-legge sul “Green Pass” in tutti i luoghi di lavoro pubblici e privati; a gennaio, in merito ad un ordine del giorno sul decreto “Super Green Pass”, decreto a cui esprime voto contrario, così come in quello sull'obbligo vaccinale agli over-50.
Il 28 Aprile 2022 passa un emendamento a sua prima firma che elimina l'obbligatorietà delle mascherine per i bambini delle scuole materne di età superiore ai 6 anni, con la motivazione di eliminare le discriminazioni tra chi avesse compiuto i 6 anni e chi no all'interno della stessa classe.

## Controversie
Viene attaccato da diversi esponenti politici e testate giornalistiche per la pubblicazione nella Giornata della Memoria di una scena del film La vita è bella che ritrae Giosuè, il celebre bambino ebreo protagonista del film, indicare il cartello appeso alla porta del negozio con scritto "Vietato l'ingresso ai non vaccinati ed ai cani". A corredo del post inserisce l'appello di Amnesty International al Governo italiano per cancellare le discriminazioni dei non vaccinati che vedono lesi diritto al lavoro e diritto alla mobilità a causa delle leggi italiane. Si scusa parzialmente del fatto e in un lungo articolo spiega come una analogia non significhi necessariamente una relazione di uguaglianza, e che "ricordare (...) serve come un monito affinché ciò che è successo non si ripeta".
In una intervista al Corriere della Sera viene descritto come "filo-Putin" per dare credito alla versione russa sul bombardamento dell'ospedale di Mariupol. Durante la dichiarazione di voto al decreto Ucraina (in cui si dichiara contrario all'invio delle armi, in dissenso dalle indicazioni del gruppo), spiega che i virgolettati di quell'intervista sono completamente inventati, essendo in possesso della registrazione della telefonata e annunciando querela; il giornalista autore dell'articolo e il direttore del Corriere della Sera verranno effettivamente rinviati a giudizio per diffamazione nei confronti del deputato.